# Teodor Branas
Teodor Branas (gr. Θεόδωρος Βρανᾶς, Theodōros Branas) (zm. po 1219) – bizantyński arystokrata i wojskowy. 

## Życiorys
Syn Aleksego Branasa. Jego żoną była Agnieszka Francuska, córka króla Francji Ludwika VII Młodego. Teodor był jej trzecim mężem (wcześniej była żoną Aleksego II Komnena i Andronika I). Mieli przynajmniej jedną córkę. Był jednym z niewielu Greków, którzy po upadku Konstantynopola w 1204 przeszli na służbę łacinników. W nagrodę otrzymał tytuł cezara i miasto Adrianopol w lenno. 